# Søren Jacobsen
 For alternative betydninger, se Søren Jacobsen (musiker).
Søren Vallentin Jacobsen (født 2. september 1960 i Herlev) er en dansk meteorolog, der arbejdede for DR som tv-meteorolog fra 2000 til 2022.

## Historie
Søren Jacobsen er født og opvokset i Herlev vest for København. 
Han begyndte i folkeskolen i 1967 på Engskolen, og blev efterfølgende student fra Herlev Statsskole.
Uddannet teknisk meteorolog 1984. Flyvemeteorolog i Flyvevejrtjenesten fra 1984.
Udstationeret 2 gange i Grønland og 2 gange i Færøerne i perioden 1984 til 1993.
Efter sammenlægningen af de danske vejrtjenester i 1990, arbejdede Søren Jacobsen som flyvemeteorolog, meteorolog, seniormeterolog og vagtchef på Danmarks Meteorologiske Institut (DMI), indtil 2002.
Delvist tilknyttet DR som TV-meteorolog i 2000. Ansat i DR som TV-meteorolog i 2002 til 2022.

## Uddannelse
- Engskolen, Herlev 1967-1977
- Realeksamen 1977
- Herlev Statsskole 1977-1980
- Student mat.fys. 1980
- Civilforsvaret 1980
- Københavns Universitet 1980-1981, geofysik og matematik.
- Københavns Universitet 1981-1984, meteorologi, Institut for teoretisk meteorologi.
- Teknisk meteorolog 1984

## Eksterne links
- DR Vejrets officielle website